# مارسیلیو (بازیکن فوتبال، زاده ۱۹۷۶)
مارسیلیو (انگلیسی: Marcílio؛ زادهٔ ۱۱ مهٔ ۱۹۷۶) بازیکن فوتبال اهل لبنان-پرتغال بود.
از باشگاه‌هایی که در آن بازی کرده‌است می‌توان به باشگاه ورزشی بانگو اشاره کرد.
وی همچنین در تیم ملی فوتبال لبنان بازی کرده‌است.